# Плугарж, Зденек
Зденек Плу́гарж (чеш. Zdeněk Pluhař, 16 апреля 1913, Брюн, Австро-Венгрия, ныне Брно, Чехия — 18 июня 1991, Прага) — чешский писатель, публицист, драматург и сценарист. Народный художник ЧССР (1982).

## Биография
Сын адвоката. Окончил школу в Брно, гимназию, затем в 1931—1937 обучался в Техническом университете. Работал инженером-строителем.
За помощь заключëнным Терезинского гетто и подделку документов для преследуемых немецкой тайной полицией в апреле 1942 года в первый раз был арестован гестапо, второй раз —весной 1944 года.
Был заключен нацистами в тюрьмах Брно, Праги и Кладно, затем — узник концентрационного лагеря Терезиенштадт, позже — тюрьмы Панкрац. В 1945 году заболел тифом, окончание войны встретил в Пражской больнице.
С лета 1945 участвовал в реконструкции речных мостов, работал руководителем строительства в Тршебиче, а также — на сооружении гидротехнических объектов Чехословакии.
В году 1952 — конструктор. С 1956 года посвятил себя литературной работе.
Жил в Брно, с 1960 года занимал должность заместителя регионального национального комитета в Брно. Был членом бюро чехословацкого Комитета защитников мира. В 1975—1980 работал драматургом на студии «Баррандов».
В 1978 году переехал в Прагу.
В 1974 получил звание заслуженного деятеля искусств, в 1982 - звание народного деятеля искусств.

## Творчество
Зденек Плугарж — писатель-соцреалист. Автор социально-психологических романов, произведений о борьбе с фашизмом, чешской эмиграции, процессе социалистического строительства в ЧССР. Работал на радио.

## Избранные произведения
- Člověk staví. — «Человек строит» (1944),
- Kříže rostou k Pacifiku - «Кресты растут до Тихого океана» (1947),
- Mraky táhnou nad Savojskem - «Облака тянутся над Савойей» (1949),
- «Бронзовая спираль» (1953)
- «Голубая долина» (1954)
- «Вода служит человеку» (1956),
- «Если покинешь меня» (1957, изд. в СССР — 1960, 1965, 1976),
- «Бросивший камень», (1962)
- Minutu ticha za mé lásky — «Минута молчания моей любви» (1969),
- «Последняя остановка» (1971, рус. перевод — 1979),
- «Стеклянная дама» (1973),
- «Один сребреник» (1974, рус. перевод — 1979),
- «Девятая смерть» (1977),
- «В шесть вечера в „Астории“» (1982, рус. перевод — 1986),
- «Занавес без аплодисментов» (1985).

## Экранизации
- 1981 — Конечная остановка / Konečná stanica — по одноимённому роману
- 1977 — Один сребреник / Jeden Stříbrný — по одноимённой повести